# Anzac biscuits

Ciasteczka anzac

Anzac biscuits – ciasteczka robione z płatków owsianych, kokosa, mąki i cukrowego syropu, popularne w Australii i Nowej Zelandii.
Nazwa ciasteczek, pieczonych przez żony i matki żołnierzy, pochodzi od Australian and New Zealand Army Corps (ANZAC). Legenda głosi, że przepis na nie został wymyślony w taki sposób, aby ciasteczka te przetrwały bez problemu długą podróż z Australii do żołnierzy ANZAC walczących z Turkami w Europie podczas I wojny światowej.
Popularność wypieku w trudnych czasach wojny brała się z mało skomplikowanych i łatwo dostępnych półproduktów (płatków owsianych i kokosowych, mąki, cukru, masła, syropu złocistego (tzw. golden syrup), miodu i wody).